# Émile Just Bachelet
Pour les articles homonymes, voir Bachelet.
 (août 2008).
Si vous disposez d'ouvrages ou d'articles de référence ou si vous connaissez des sites web de qualité traitant du thème abordé ici, merci de compléter l'article en donnant les références utiles à sa vérifiabilité et en les liant à la section « Notes et références ».
Émile Just Bachelet né le 2 janvier 1892 à Nancy et mort le 27 mai 1981 à Aix-en-Provence est un sculpteur et céramiste français. 

## Biographie
Émile Just Bachelet étudie à l'École des beaux-arts de Nancy où il est élève de Jules Larcher pour le dessin et d'Ernest Bussière pour la sculpture . Il poursuit ses études à l'École nationale supérieure des Beaux-Arts de Paris, où il rencontre Georges Roty qui lui ouvrira les portes de la bourgeoisie parisienne. 
Inapte au service actif, il est mobilisé en 1915 durant la Première Guerre mondiale comme infirmier dans un hôpital militaire à Troyes, puis à Lure. Il dessine et réalise des bustes de blessés dont celui de Maurice Bedel et de médecins. Il y rencontre le Dr Chompret, passionné de céramiques, qui l'aidera beaucoup au début de sa carrière.
Installé à Paris rue Campagne-Première, il participe au Salon des artistes français à partir de 1920.Il gagne le concours pour la construction du Monument au morts de la Fontenelle, commune de Ban-de-Sapt dans les Vosges. Il conforte sa notoriété en Lorraine et gagne de nombreux concours dans la région. 
Il diversifie son activité au-delà des bustes et des monuments. La compagnie des forges de Pont-à-Mousson lui commande des bas-reliefs pour son siège et des bronzes remis aux médaillés lors de célébrations. Il modèle des animaux, des sportifs des piétas, des nus. Il taille les reliefs sculptés du pavillon de Nancy et de la région de l'Est de la France à l'Exposition internationale des arts décoratifs et industriels modernes de 1925. Il réalise des bas-reliefs pour l'Exposition coloniale de 1931 et les Expositions universelles de 1935 et de 1937. En 1935, Il est membre de la Société des Lorrains de Paris et nommé chevalier de la Légion d'honneur.
Il modèle des objets destinés à l'édition : services de table, objets religieux, objets publicitaires et petites sculptures (poussins, canards).
Ses ivoires sont ses œuvres les plus originales. Les plus grandes sont des nus et les petites (environ 50 cm) sont des oiseaux. L'une d'entre elles devait être présentée à l'exposition universelle de New York 1939-1940 mais fut détruite dans l'incendie du paquebot Paris au Havre[réf. nécessaire]. 
Ayant côtoyé André et Jean Lurçat à Nancy, il acquiert à Paris en 1927 un terrain au 6, villa Seurat, mitoyen de la maison qu'André Lurçat a conçue pour son frère Jean dans le cadre d'un ensemble architectural inspiré du Bauhaus. Mécontent des plans dessinés par l'architecte, il les modifie lui-même. Il rehausse les portes pour les adapter à sa taille et rehausse les acrotères pour augmenter l'épaisseur de bitume et de galets du toit[réf. nécessaire]
Peu sensible aux idées communistes d'André Lurçat, il se brouille avec lui et avec son voisinage, notamment Robert Couturier. En fait cette brouille a d'autres causes. La visite du président Albert Lebrun, dont il fit le buste officiel dans son atelier, lui attira beaucoup d'ennemis. Le quartier n'avait pas à l'époque bonne réputation. La police, très présente, dérangea beaucoup de monde[réf. nécessaire]. 
Il avait peu de relations avec son voisinage. C'était un travailleur acharné et il ne sortait de son atelier guère que pour démarcher sa clientèle ou visiter ses parents. Il considérait les autres sculpteurs comme des rivaux et ne cherchait pas à discuter avec eux. De plus le caractère de son épouse limitait les relations sociales. Elle était peu appréciée de beaucoup d'amis de son époux. Très susceptible, elle se brouilla effectivement avec tout le voisinage et même sa famille. Progressivement, elle coupa son époux de tous ses amis. Cette absence de vie sociale le gêna beaucoup professionnellement. Cela l'amena à collaborer avec les faïenceries Henriot. Ces grès pour l'essentiel ne l'intéressaient pas. C'était du travail alimentaire, il n'en parlait jamais. Il n'en reste aucune documentation soit parce qu'il n'en a pas gardé, soit parce que son épouse l'a détruite.[réf. nécessaire]
Il se replie à Entraygues dans l'Aveyron pendant la Seconde Guerre mondiale. Ses amis André Grandpierre et Marcel Paul de la Société des Forges de Pont-à-Mousson lui donnent un emploi administratif sur le chantier du barrage de Maury sur la Selves. À la Libération, il renonce à se lancer dans le design industriel. Il est intégré chez EDF comme tout le personnel construisant le barrage. Il prend sa retraite comme directeur régional d'EDF-GDF en 1952 et achète un appartement à Aix-en-Provence. Il tente alors de reprendre une activité artistique mais son style est passé de mode. Il abandonne et vend sa maison de la villa Seurat à la Société des Mines de Pennaroya en 1954. Il ne quittera plus la Provence jusqu'à sa mort.

## Œuvre

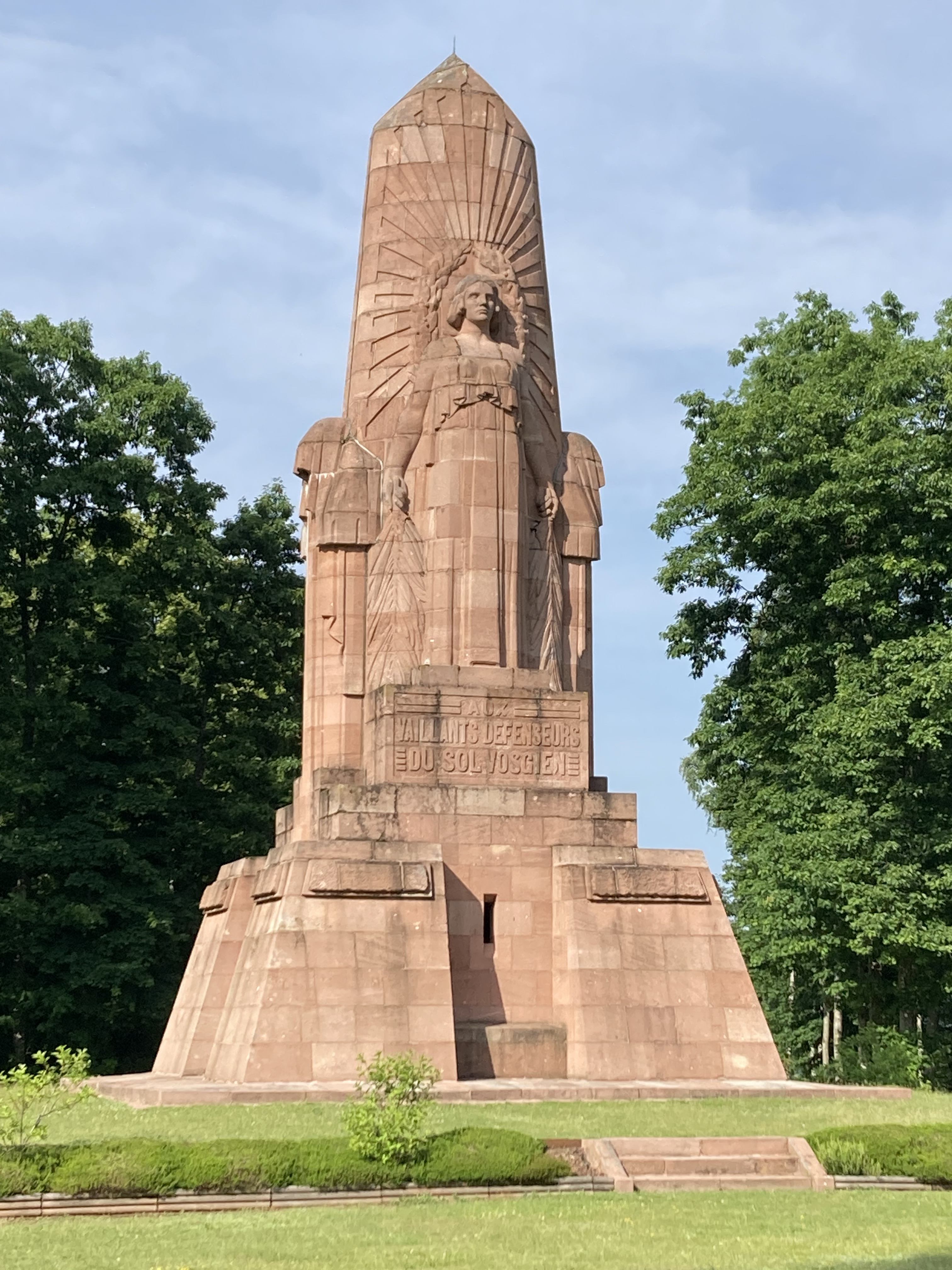
Monument de la nécropole nationale de la Fontenelle

### Monuments commémoratifs
Émile Just Bachelet a édifié des monuments aux morts de la Première Guerre mondiale à Badonviller, Bois-le-Prêtre, Coutances, Épinal, La Fontenelle (1925), Gerbéviller, Montauville, Neufchâteau (1925), Nomeny, Pont-à-Mousson, Remiremont (1924), Ban-de-Sapt, Toul et Vézelise.
Il travaille avec des architectes et des artistes de renom, Paul Charbonnier, Henri Antoine, Jacques Gruber, Jean Prouvé, Pierre Le Bourgeois pour certains monuments comme la chapelle funéraire de Gustave Simon au cimetière de Préville à Nancy, en 1927. ou l'immeuble des Magasins réunis, toujours à Nancy, en 1928. C'est à Henri Antoine et Jean Prouvé qu'il s'adresse pour la construction de sa maison en béton armé, rue Lothaire II à Nancy, seule maison de style moderniste à Nancy en 1925, caractérisée par son volume blanc et géométrique ouvert sur le jardin et un toit terrasse.

### Céramique
Bachelet collabore à la faïencerie Henriot de Quimper à celle des frères Mougin de Nancy et avec la Faïencerie de Lunéville-Saint-Clément, pour laquelle il réalisa notamment un saint Nicolas .